# Bělokarpatské louky

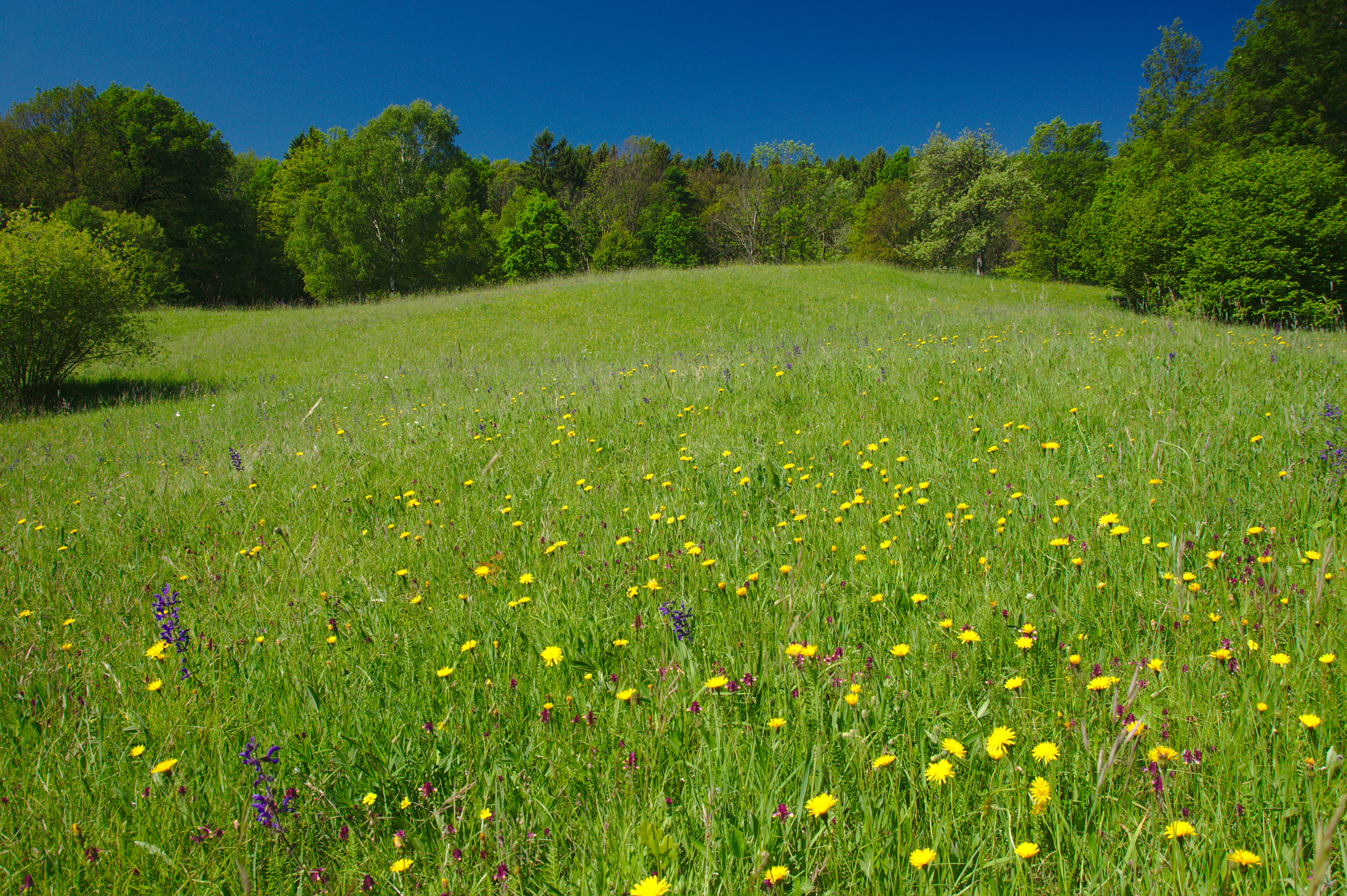
Louka v přírodní památce Dubiny

Bělokarpatské louky jsou druhově bohaté louky v CHKO Bílé Karpaty. Jedná se o louky nejen v české a slovenské části pohoří Bílé Karpaty, ale i v jižní části Vizovických vrchů. Celkem bylo v CHKO vyhlášeno 42 lučních maloplošných zvláště chráněných území s celkovou plochou 1 127 ha. Příkladem bělokarpatských luk jsou např. národní přírodní rezervace Čertoryje a Jazevčí nebo národní přírodní památka Búrová. Jedná se o jednosečné, výjimečně při nadměrných srážkách i dvousečné louky. Pro dosažení maximální druhové biodiverzity na loukách, je nutné kosit je postupně, mozaikovitě.
Louky vznikly jako polopřirozená náhradní vegetace na místě původních lesostepí, teplomilných doubrav, dubohabřin a bučin. Odlesněné plochy se pod vlivem seče a pastvy proměnily v louky se solitérními stromy a pastviny. Svým druhovým bohatstvím (až 80 druhů cévnatých rostlin na 1 m²) se řadí mezi nejbohatší biotopy v Evropě, potažmo na celém světě. Fytocenologicky jsou bohaté květnaté louky vesměs řazeny mezi suché trávníky svazů Bromion erecti a Cirsio-Brachypodion pinnati, vyskytují se zde však i mezické a vlhké porosty či slatinné louky.

## Flóra

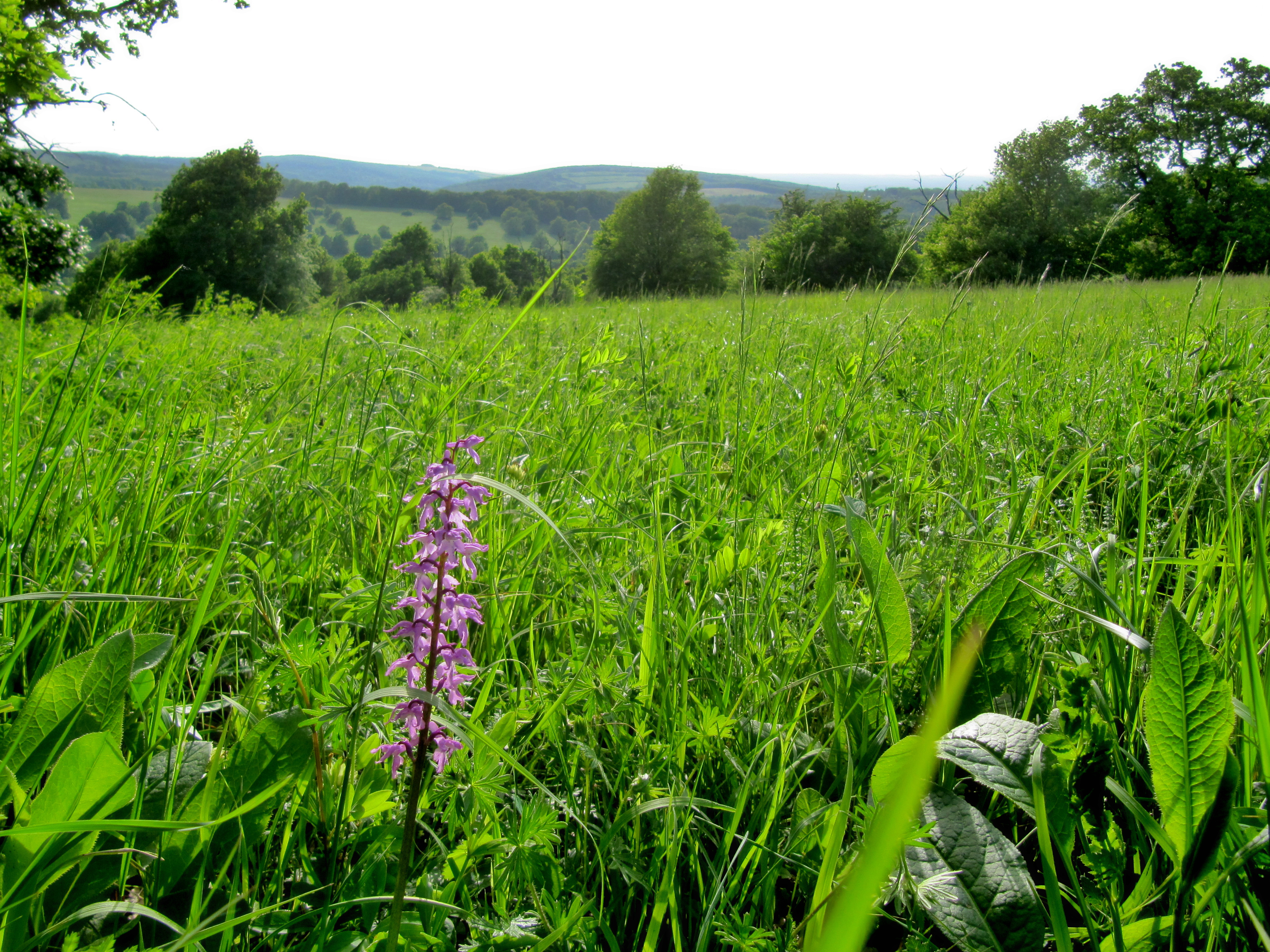
Vstavač mužský v NPR Čertoryje

Mimořádné druhové bohatství flóry bělokarpatských luk je zapříčiněno souhrou více faktorů. Krom velké rozlohy, dlouhé historie údržby a kosení a absence hnojení je to především velká pestrost stanovišť: na jedné lokalitě mohou vedle sebe koexistovat druhy suchých trávníků (např. válečka prapořitá, sveřep vzpřímený, šalvěj luční), mezofilních luk (třeslice prostřední, kopretina bílá), střídavě vlhkých luk (bezkolenec rákosovitý, bukvice lékařská, srpice barvířská, mochna bílá) a lučních pramenišť, stejně jako druhy světlých teplomilných doubrav (prvosenka jarní, kopretina chocholičnatá) a lesních lemů (smldník jelení, kakost krvavý) díky mozaice lesů a solitérních stromů. 
Bělokarpatské louky jsou bohaté na chráněné druhy orchidejí, např. vstavač mužský (Orchis mascula), vstavač kukačka (Anacamptis morio, syn. Orchis morio), vstavač vojenský (Orchis militaris), prstnatec májový (Dactylorhiza majalis), prstnatec pleťový (Dactylorhiza incarnata), tořič včelonosný (Ophrys apifera), pětiprstka žežulník (Gymnadenia conopsea), pětiprstka hustokvětá (Gymnadenia densiflora), střevíčník pantoflíček (Cypripedium calceolus), hlízovec Loeselův (Liparis loeselii), vemeník dvoulistý (Platanthera bifolia), hlístník hnízdák (Neottia nidus-avis) a mnohé další. Z jiných vzácných rostlin zde roste např. černohlávek velkokvětý (Prunella grandiflora), záraza bílá (Orobanche alba), len tenkolistý (Linum tenuifolium), bílojetel bylinný (Dorycnium herbaceum), zvonek hadincovitý (Campanula cervicaria), hořeček žlutavý (Gentianella lutescens) či některé ostřice.

## Situace v Česku

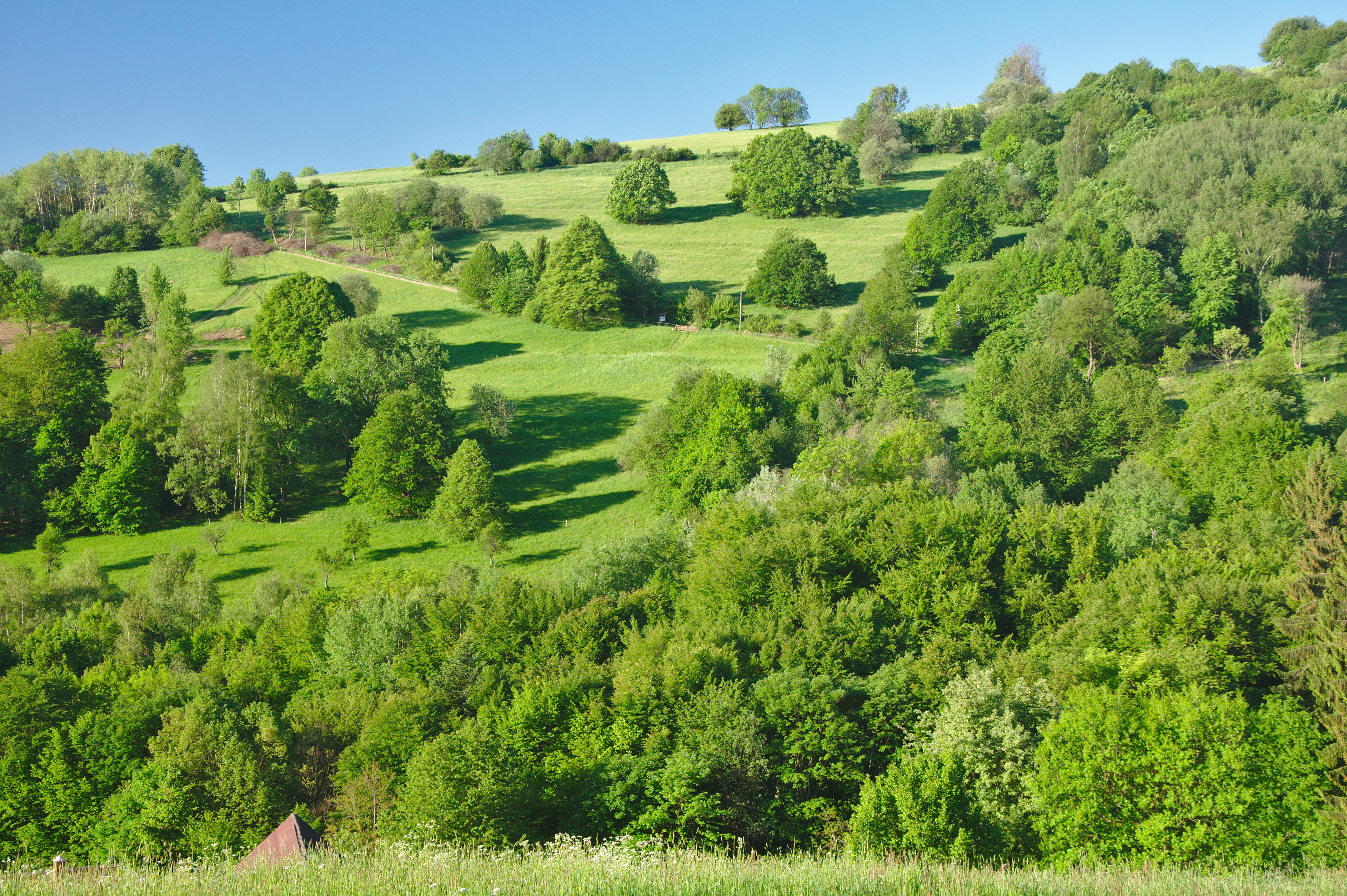
Typická mozaika luk, lesů a solitérních stromů (PR Pod Žítkovským vrchem)

Již od počátku 80. let 20. století docházelo k pravidelnému prázdninovému sečení luk vysokoškolskými studenty, především z Brna a Olomouce. Po roce 1989 došlo k útlumu zemědělské produkce a obnovování luk. Do roku 2010 bylo zatravněno více než 7 000 ha orné půdy. Na loukách bylo zjištěno přes 800 druhů rostlin, z nichž 27 je kriticky ohrožených 34 silně ohrožených a 32 ohrožených druhů. Bylo zde také nalezeno přes 400 druhů mechorostů. Jedná se o druhově nejbohatší luční společenství v celé střední Evropě.

## Situace na Slovensku
Na Slovensku v CHKO Biele Karpaty vyhlášené dne 12. července 1979 je situace značně odlišná, správa CHKO pečuje jen asi o 100 ha luk. Největší část její péče se tam zaměřuje na ochranu vápencových bradel, jako jsou např. Červenokamenské bradlo a Vršatské bradlá. 